# Luigi Vanvitelli
Luigi Vanvitelli (italijanska izgovorjava: [luˈiːdʒi vaɱviˈtɛlli]; 12. maj 1700 – 1. marec 1773), znan v nizozemščini kot Lodewijk van Wittel (IPA: [ˈloːdəʋɛik fɑə] ətəəəəəɪ ɑɑɪ]), najvidnejši arhitekt iz 18. stoletja v Italiji.
Ustvarjal je v treznem klasicizirajočem akademskem poznobaročnem slogu, ki je omogočil enostaven prehod v neoklasicizem.

## Življenjepis
Vanvitelli se je rodil v Neaplju, sinu Italijanke Anne Lorenzani in nizozemskemu slikarju krajine in mestnih vedut Casparju van Wittla, ki je uporabljal tudi ime Vanvitelli.
V Rimu se je izobraževal pri arhitektu Nicoli Salviju, s katerim sta sodelovala pri gradnji vodnjaka Trevi. Po njegovih izjemnih uspehih na natečajih za fasado  bazilike svetega Janeza v Lateranu(1732) in fasado Palazzo Poli za vodnjakom Trevi ga je papež Klemen XII. poslal v Marke, da bi zgradil nekaj papeških projektov. V Anconi je leta 1732 zasnoval ogromen Lazaretto, peterokotno stavbo, ki pokriva več kot 20.000 kvadratnih metrov, zgrajeno za zaščito vojaških obrambnih oblasti pred nevarnostjo nalezljivih bolezni, ki bi lahko z ladjami dosegle mesto. Kasneje so ga uporabljali tudi kot vojaško bolnišnico ali kot vojašnico.
V Rimu je Vanvitelli stabiliziral kupolo bazilike svetega Petra, ko so se na njej pojavile razpoke, in našel čas za slikanje fresk v kapeli v sv. Cecilije v Trastevere. Zgradil je tudi most čez Calore Irpino v Beneventu.
Začetek leta 1742 je Vanvitelli (skupaj z Nicolo Salvijem) zasnoval kapelo sv. Janeza Krstnika za portugalskega kralja Ivana V. Zgrajena je bila v Rimu, razstavljena leta 1747 in poslana v Lizbono, kjer je bila ponovno sestavljena v cerkvi svetega Roka (Igreja de São Roque). Dokončana je bila leta 1750, čeprav so bili mozaiki v njej dokončani šele leta 1752. Zgrajena iz številnih dragih marmorjev in drugih dragih kamnov ter pozlačenega brona je veljala za najdražjo kapelo v Evropi do takrat.

## Reggia di Caserta
Vanvitellijeve tehnične in inženirske zmožnosti so skupaj z njegovim občutkom za scenografsko dramo pripeljale do Karla VII. Neapeljskega (kasnejšega španskega kralja Karla III.), da je naročil veliko palačo Caserta, ki naj bi bila nov začetek za upravljanje neobvladljivega Neapeljskega kraljestva. Karel VII. je želel palačo, ki bi tekmovala z Versajsko palačo, in je zato naročil Vanvitelliju, da ustvari najlepšo palačo v Evropi. Od vseh kraljevih palač na svetu je Caserta daleč največja po prostornini z več kot 2 milijona m³.
V Reggia di Caserta je bil pahljačast vinograd Vigna del Ventaglio. Vinograd, zasajen na nagnjenem terenu v frazione San Leucio blizu palače, je bil zasajen v obliki polkroga, razdeljenega na 10 segmentov, od katerih je bil vsak posajen z drugo sorto grozdja. Med sortami, za katere je znano, da so bile posajene v Vigna del Ventaglio, sta bili avtohtoni kampanjski sorti Pallagrello bianco in Pallagrello nero.
Vanvitelli je na projektu delal do konca svojega življenja, za Karla in za njegovega naslednika Ferdinanda IV. V Neaplju je projektiral mestno kraljevo palačo (1753) in nekatere plemiške palače ter cerkve, kot sta nova cerkev in samostan za Missione ai Vergini. Izkazal se je tudi njegov inženirski talent: za Caserto je zasnoval velik sistem akvaduktov, ki je dovajal vodo za vodenje kaskad in fontan.
Luigi Vanvitelli je umrl v Caserti leta 1773.

## Slog
Zaradi eklektičnosti njegovih stvaritev in vsestranskosti njegovega ustvarjalnega duha je Vanvitelli arhitekt težko umeščen v ozka obzorja določenega umetniškega toka: zato se Vanvitellijeva produkcija pojavlja brez protislovij, značilnih za prehodno obdobje med barokom in neoklasicizmom. Na splošno lahko rečemo, da vanvitelovski jezik na eni strani zbira zapuščino poznobaročnih izkušenj, na drugi pa spodbuja nove arhitekturne rešitve, ki jih ponuja neoklasicizem; v vsakem primeru pa razprave še naprej vstavljajo Vanvitellija v shematičnost, ki jo zaznamuje razčlenitev na umetniške sloge. Umetnostni zgodovinar Corrado Maltese je na primer kategoričen pri opredelitvi vanvitelskega dela kot izrazito baročnega:
»Neoklasicistični značaj, ki smo si ga želeli uveljavljati, jasno zanikajo slikovni in scenografski učinki obokov, stopnišč, stebrov, pilastrov, polic, okvirjev in neštetih niš ter končno pripravljalne skice, ki so vse namenjene ustvarjanju slikovnih učinkov svetlobe in sence, gibanja in globine mas in ravnin. (...) Ta sestavljena simetrija bi zagotovo upravičila neoklasicistično licenco, dodeljeno Vanvitelliju. A prav zaradi takšnega vračanja k klasicistični shemi (...) se zaprti načrt Caserte nikakor ne dotika, še manj naznanja neoklasicističnega sveta: zabarikadira se v njegove težke zidove in beži pred scenografijo igre vode, ki se odbija od hribov, zanika svojo najglobljo povezanost z notranjim življenjem palače in jo spremeni v razkošen dodatek«.(Corrado Maltese)
Renato Bonelli nasprotuje Maltesejevi tezi, ki nasprotno vodi Vanvitellija nazaj k neoklasicističnim izidom:
»V letih okoli sredine 18. stoletja, ko je Vanvitelli zasnoval Reggio, je bil zgodovinski oklepaj baroka zdaj že zastarel in francoska arhitektura hotelov (tudi neustrezno imenovana rokoko) je pokazala potrebo po radikalni diverzifikaciji notranjosti, okrašene z lahkomiselno in prefinjeno dekoracijo, od arhitekture zunanjosti, vsebovane v preprostih in treznih oblikah, s sintetičnimi partiturami in ravnimi površinami, a še vedno sestavljene iz klasičnih elementov. Po baročni "nesreči" in po minevanju grand-gôuta je bila izbrana pot še vedno pot nove in drugačne razširitve klasičnega jezika«. (Renato Bonelli)